# Höllental

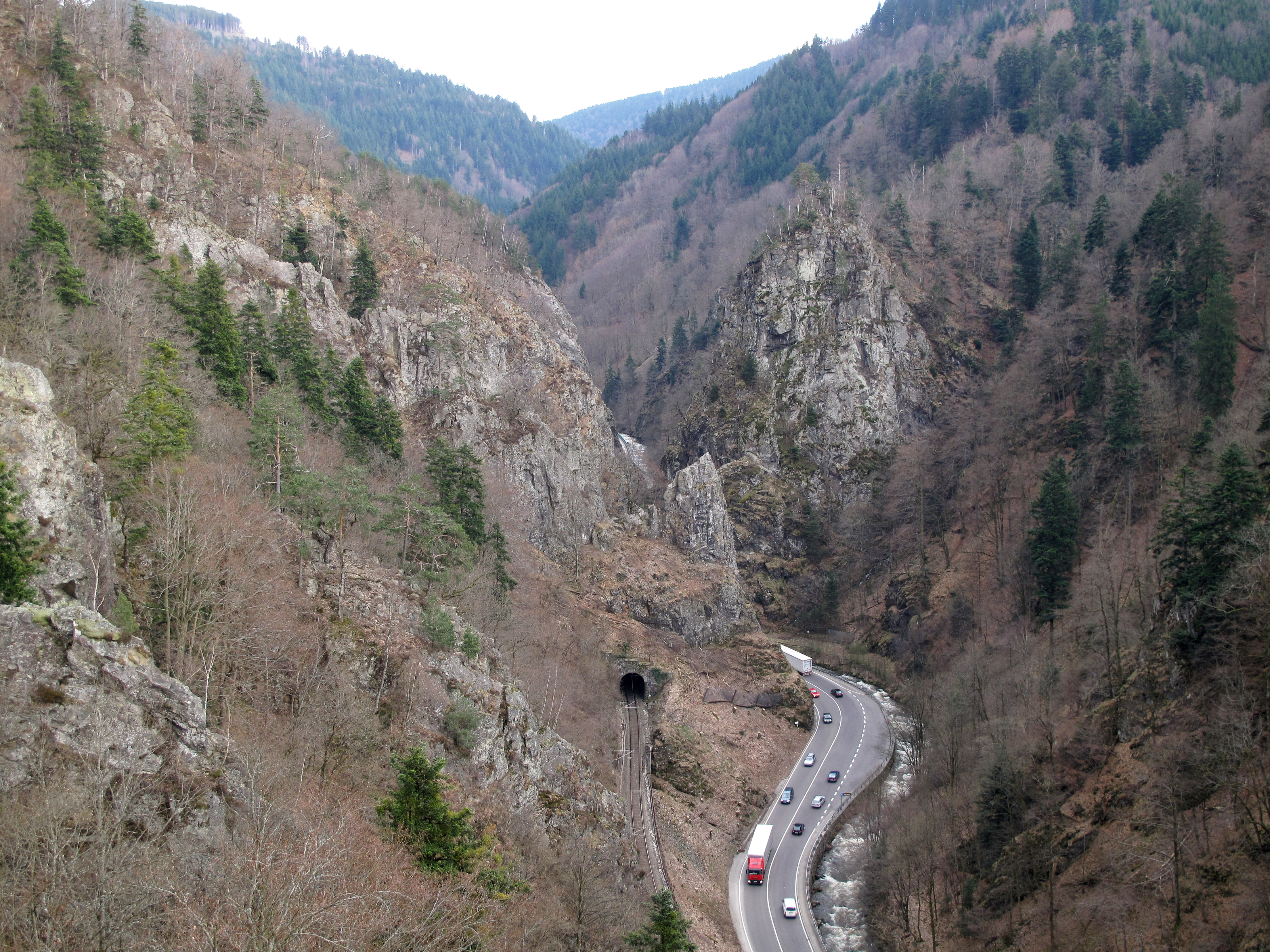
Vista del valle desde el castillo de Falkenstein

El Höllental (literalmente: Valle del infierno) es un valle estrecho en la Selva Negra en Baden-Wurtemberg, Alemania. Comienza aproximadamente 15 km al este de Friburgo de Brisgovia por encima del pequeño caserío Himmelreich (literalmente: Reino de los cielos) en el término municipal de Buchenbach.

## Puntos de interés
- Hirschsprung (literalmente: Salto del ciervo), el punto más estrecho del valle con el monumento del ciervo, el protagonista de la leyenda correspondiente.
- Restos del Castillo de Falkenstein
- Capilla de San Osvaldo
- Barranca del Ravenna con el Puente del Ravenna

## Tráfico
- Carretera Federal 31
- Ferrocarril del Valle del Inferno